# Route départementale 259 (Gironde)
Pour les articles homonymes, voir Route départementale 259.
La route départementale 259 ou RD 259 est une route départementale du département de la Gironde reliant La Teste-de-Buch à Pyla-sur-Mer (Pilat-Plage).

## Tracé
- La Teste-de-Buch (échangeur avec la RN 250/RD 1250)
- Carrefour giratoire
- Pilat-Plage (carrefour giratoire avec la RD 218)

## Trafic
| 2012  | 2013   | 2014  | 2015  |
| ----- | ------ | ----- | ----- |
| 9 020 | 10 320 | 8 980 | 8 170 |